# Línea M-123 (Área de Málaga)
La M-123 de CTSA-Portillo sirve de nexo para el barrio de Churriana desde Selwo Marina(antes del 31 de enero de 2011 era en la estación de autobuses de Torremolinos), atravesando completamente la localidad de Torremolinos, en definitiva para la Costa del Sol, además esta línea une el parque de Ocio Plaza Mayor y el parque de ocio Bahia Azul, con la localidad de Torremolinos y Benalmadena.

Su recorrido comienza en la Selwo Marina en Benalmadena y termina junto al parque de la Higuereta en la Plaza de la Higuereta, en Churriana.

## Características
El recorrido de la línea está diseñado para llegar a zonas con cierto déficit de transporte urbano, como pueden ser el Plaza Mayor, el IKEA de Málaga o el Paseo Marítimo de Torremolinos hasta Playamar, después de pasar por esas zonas va hasta la estación de autobuses de Torremolinos hace el mismo recorrido M-110 hasta llegar al Selwo Marina, a la vuelta hace prácticamente el mismo recorrido, pero a la inversa.

## Material Móvil
La línea funciona con un autobús al día, modelo Castrosua CS-40 City II de doce metros de CTSA-Portillo. En ocasiones el recorrido lo realiza un Sunsundegui Astral Low-Entry de doce metros, motorizado por Volvo B7R.
- Datos: Q5654139